# Offer 2117
Offer 2117 er en spændingsroman skrevet af Jussi Adler-Olsen. Det er den ottende bog i serien om Afdeling Q. Bogen blev udgivet på Politikens Forlag i 2019 som efterfølger til Selfies, og fik særdeles gode anmeldelser.
Assad er den centrale figur i romanen og hans forhistorie, der bl.a. omfatter kidnapning og attentantforsøg i Tyskland, afsløres. Handlingens fokus er en lurende katastrofe i Centraleuropa med den irakiske bøddel Ghaalib som bagmand.